# 갱스터 영화
갱스터 영화란 갱스터를 주제로 한 영화이다. 주로 거리의 삶을 사는 사람들이 대상이며 느와르적 성격을 띈다.
갱단과 조직범죄를 소재로 한 장르물이다. 범죄 영화의 하위 장르로, 대규모 범죄 조직이나 특정 불법 행위를 수행하기 위해 결성된 소규모 갱단이 연루될 수 있다. 장르는 서부극과 그 장르의 갱단과 구별된다.

## 영화 목록

### 이탈리아 제작
- 프로페서 (영화)
- 어느 수사관의 고백
- 일 디보 (영화)
- 고모라 (2008년 영화)
- 고귀한 희생
- 자니 스테치노
- 마테이 사건
- 백번의 걸음
- 살바토레 줄리아노
- 시실리안 (1987년 영화)
- 도전 (1958년 영화)
- 수부라 게이트
- 암흑의 영혼

### 영국 제작
- 이탈리안 잡 (1969년 영화)
- 행동 (영화)
- 겟 카터
- 롱 굿 프라이데이
- 모나리자 (1986년 영화)
- 폭풍의 월요일
- 페이스 (1997년 영화)
- 록 스탁 앤 투 스모킹 배럴즈
- 더 갱스터
- 섹시 비스트
- 스내치
- 레이어 케이크 (영화)
- 이스턴 프라미스
- 락큰롤라
- 킬러들의 도시
- 런던 블러바드
- 크레이스 형제
- 레전드 (2015년 영화)

### 인도 제작
- 마더 인디아
- 화염 (영화)
- 밴디트 퀸
- 벽 (1975년 영화)
- 살람 봄베이
- 컴퍼니 (영화)
- 슬럼독 밀리어네어

### 홍콩 제작
- 영웅본색
- 용호풍운
- 첩혈쌍웅
- 파호
- 무간도

## 코미디 및 패러디
- 애널라이즈 디스
- 애널라이즈 댓
- 미키 블루 아이즈
- 프레쉬맨 (영화)
- 마피아 (1998년 영화)